# كازينو رويال (فلم 1954)
كازينو رويال (بالإنجليزية: Casino Royale) هو عرض تلفزيوني أمريكي لشخصية جيمس بوند، صدر في 21 أكتوبر 1954، ويعد بادئة الأفلام التي تناولت هذه الشخصية.

## روابط خارجية
- مقالات تستعمل روابط فنية بلا صلة مع ويكي بيانات